# Matka!
matka! (v anglickém originále mother!) je americký hororový film z roku 2017. Režie se ujal Darren Aronofsky. Ve filmu se objevila Jennifer Lawrenceová, Javier Bardem, Ed Harris a Michelle Pfeifferová.
Film byl nominován na Zlatého lva na 74. ročníku Benátského filmového festivalu, kde měl 5. září 2017 světovou premiéru. V USA byl vydán 15. září 2017 společností Paramount Pictures. V České republice měl premiéru dne 19. října 2017.

## Obsazení
- Jennifer Lawrenceová jako Grace, Eliho žena
- Javier Bardem jako Eli, Gracin manžel
- Ed Harris jako muž
- Michelle Pfeifferová jako žena
- Domhnall Gleeson jako nejstarší syn
- Brian Gleeson jako mladší bratr
- Kristen Wiigová jako Herald
- Jovan Adepo jako Cupbearer
- Stephen McHattie jako Zealot
- Laurence Leboeuf jako Maiden
- Amanda Warren jako léčitelka

## Produkce

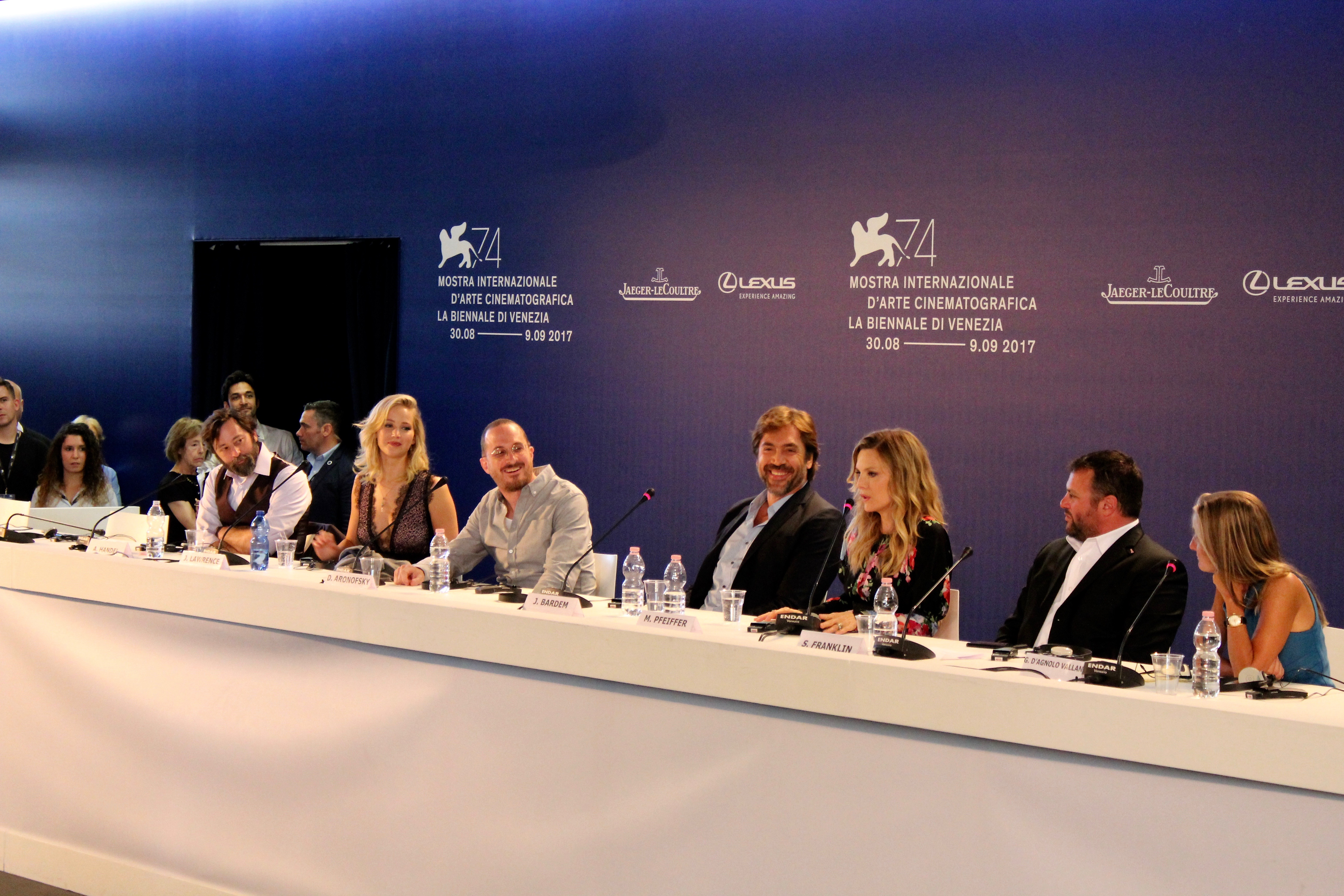
Obsazení a režisér filmu Darren Aronofsky na tiskové konferenci na Benátském filmovém festivalu.

Natáčení filmu začalo 13. června 2016 a skončilo 28. srpna 2016
Jóhann Jóhannsson složil filmovou hudbu. Toto je první Aronofskyův film bez hudebního skladatele Clinta Mansella O obsazení Jennifer Lawrenceová se mluvilo od října roku 2015. V lednu roku 2016 se k obsazení filmu přidal Javier Bardem. V březnu roku 2017 bylo oznámeno, že se ve filmu objeví i Kristen Wiigová. V dubnu bylo oznámeno, že se k filmovému obsazení přidali Domhnall Gleeson, Michelle Pfeifferová, Ed Harris a Brian Gleeson.

## Vydání
Film měl mít premiéru 13. října 2017, avšak ta byla přesunuta už na 15. září 2017 Světová preméra filmu proběhla na 74. ročníku Benátského filmového festivalu, kde byl nominován na Zlatého lva. V Severní Americe měl premiéru roku 2017 na Toronto International Film Festival. 7. srpna 2017 byl vydán trailer

## Přijetí

### Tržby
Film vydělal 17,8 milionů dolarů v Severní Americe a 26,7 milionů dolarů v ostatních oblastech, celkově tak vydělal 44,5 milionů dolarů po celém světě. Rozpočet filmu činil 30 milionů dolarů. V Severní Americe byl uveden do 2 368 kin a za první promítací víkend vydělal 7,5 milionů dolarů a stal se třetím nejnavštěvovanějším filmem. Za další víkend vydělal 3,3 milionů dolarů.

### Recenze
Film získal převážně pozitivní recenze od kritiků, kteří kladně hodnotili režisérskou práci Darrena Aronofskyho a výkon Jennifer Lawrenceová a Michelle Pfeifferová. Na recenzní stránce Rotten Tomatoes získal z 296 započtených recenzí 69 procent s průměrným ratingem 6,8 bodů z deseti. Na serveru Metacritic snímek získal z 51 recenzí 75bodů ze sta. Na Česko-Slovenské filmové databázi snímek získal 62%.

## Ocenění a nominace
| Ocenění                                               | Datum             | Kategorie                                         | Nominovaný                                                                 | Výsledek          |
| ----------------------------------------------------- | ----------------- | ------------------------------------------------- | -------------------------------------------------------------------------- | ----------------- |
| Alliance of Women Film Journalists EDA Awards         | 9. ledna 2018     | Herečka, potřebující nového agenta                | Jennifer Lawrenceová                                                       | nominace          |
| Alliance of Women Film Journalists EDA Awards         | 9. ledna 2018     | Síň studu                                         | Darren Aronofsky a všichni co byli spojeni s filmem                        | nominace          |
| Benátský filmový festival                             |                   | Zlatý lev pro nejlepší film                       | matka!                                                                     | nominace          |
| CinEuphoria Awards                                    |                   | Nejlepší desítka – mezinárodní                    | Darren Aronofsky                                                           | vítězství         |
| Dorian Awards                                         |                   | Nejlepší herečka ve vedlejší roli                 | Michelle Pfeifferová                                                       | nominace          |
| Houston Film Critics Society Awards                   | 6. ledna 2018     | Nejlepší plakát                                   | matka!                                                                     | nominace          |
| Indiewire Critics' Poll                               |                   | Nejlepší herečka ve vedlejší roli                 | Michelle Pfeifferová                                                       | 5. místo          |
| Jameson CineFest                                      |                   | Nejlepší film                                     | Darren Aronofsky                                                           | nominace          |
| Las Vegas Film Critics Society                        | 18. prosince 2017 | Nejlepší hororový/sci-fi film                     | matka!                                                                     | nominace          |
| Mezinárodní filmový festival umění a filmu Camerimage |                   | Zlatá žába                                        | Matthew Libatique                                                          | nominace          |
| Mezinárodní filmový festival v Miskolc                |                   | Nejlepší film                                     | Darren Aronofksy                                                           | nominace          |
| North Texas Film Critics Association                  | 18. prosince 2017 | Nejlepší herečka v hlavní roli                    | Jennifer Lawrenceová                                                       | nominace          |
| Online Film Critics Society                           | 28. prosince 2017 | Nejlepší film                                     | matka!                                                                     | nominace          |
| Phoenix Critics Circle                                | 16. prosince 2017 | Nejlepší záhadný/thrillerový film                 | matka!                                                                     | nominace          |
| Visual Effects Society                                | 13. února 2018    | Nejlepší vedlejší vizuální efekty v reálném filmu | Dan Schrecker, Colleen Bachman, Ben Snow, Wayne Billheimer a Peter Chesney | dosud nevyhlášeno |